# Monterey (Virgínia)
Monterey é uma cidade  localizada no estado norte-americano de Virginia, no Condado de Highland.

## Demografia
Segundo o censo norte-americano de 2000, a sua população era de 158 habitantes.
Em 2006, foi estimada uma população de 150, um decréscimo de 8 (-5.1%).

## Geografia
De acordo com o United States Census Bureau tem uma área de
0,8 km², dos quais 0,8 km² cobertos por terra e 0,0 km² cobertos por água. Monterey localiza-se a aproximadamente 792 m acima do nível do mar.

## Localidades na vizinhança
O diagrama seguinte representa as localidades num raio de 48 km ao redor de Monterey.